# Red Alert - Allarme rosso
Red Alert - Allarme rosso (Red Alert) è un film per la televisione statunitense del 1977 diretto da William Hale.